# Nyköping (comuna)
Nyköping (em sueco: Nyköpings kommun;  ouça a pronúncia) ou Nicopinga é uma comuna da Suécia situada no condado da Södermanland. 
Sua capital é a cidade de Nyköping. 
Tem 1 420 quilômetros quadrados e segundo censo de 2018, havia 56 011 habitantes.

## Localidades principais
Localidades com mais população da comuna (2019):

| # | Localidade | População |
| - | ---------- | --------- |
| 1 | Nyköping   | 32 224    |
| 2 | Arnö       | 4 125     |
| 3 | Stigtomta  | 1 949     |
| 4 | Svalsta    | 1 095     |

## Comunicações
A comuna de Nyköping é atravessada pela estrada europeia E4 (Norrköping – Estocolmo) e pelas estradas nacionais 52 (Nyköping – Kumla) e 53 (Oxelösund – Eskilstuna), assim como pela linha do Sul (Estocolmo -  Malmö).                                                                                                        Dispõe do Aeroporto de Estocolmo-Skavsta a 7 km da cidade de Nyköping.

## Património turístico
Alguns pontos turísticos mais procurados atualmente são:

- Palácio de Nynäs (casa senhorial apalaçada)
- Museu da Sörmland (museu regional da Södermanland]